# Franz Leschnitzer
Franz Leschnitzer (* 12. Februar 1905 in Posen; † 16. Mai 1967 in Ost-Berlin) war ein deutscher Publizist, Journalist, Lyriker und Pazifist.

## Leben
Franz Leschnitzer war der Sohn des Apothekers Oscar Leschnitzer und der Natalie, geb. Fuchs, und der jüngere Bruder des Germanisten Adolf Leschnitzer. Er studierte zwischen 1924 und 1930 Rechtswissenschaft, Ökonomie und Philosophie an der Berliner Universität. Seit 1922 war er Mitglied der Deutschen Friedensgesellschaft, seit 1927 der Roten Studentengruppe und seit 1931 der KPD.
Ab 1924 war Leschnitzer Mitarbeiter bei kommunistischen Zeitungen, 1925 bis 1928 bei der Weltbühne, wo er 39 Beiträge verfasste. Er war Gründungsmitglied der Gruppe Revolutionärer Pazifisten und des 1928 gegründeten Bundes proletarisch-revolutionärer Schriftsteller. 1932/33 war er Sekretär des „Deutschen Kampfkomitees gegen Krieg und Faschismus“.
Nach der Machtübergabe an die Nationalsozialisten im Jahr 1933 emigrierte er über Österreich und die Tschechoslowakei in die Sowjetunion, am 4. November 1939 wurde er in Deutschland ausgebürgert. In der stalinistischen Sowjetunion schrieb er für die Zeitschriften Internationale Literatur und Das Wort. Nach 1941 machte er Propagandaarbeit unter den deutschen Kriegsgefangenen in der Sowjetunion.

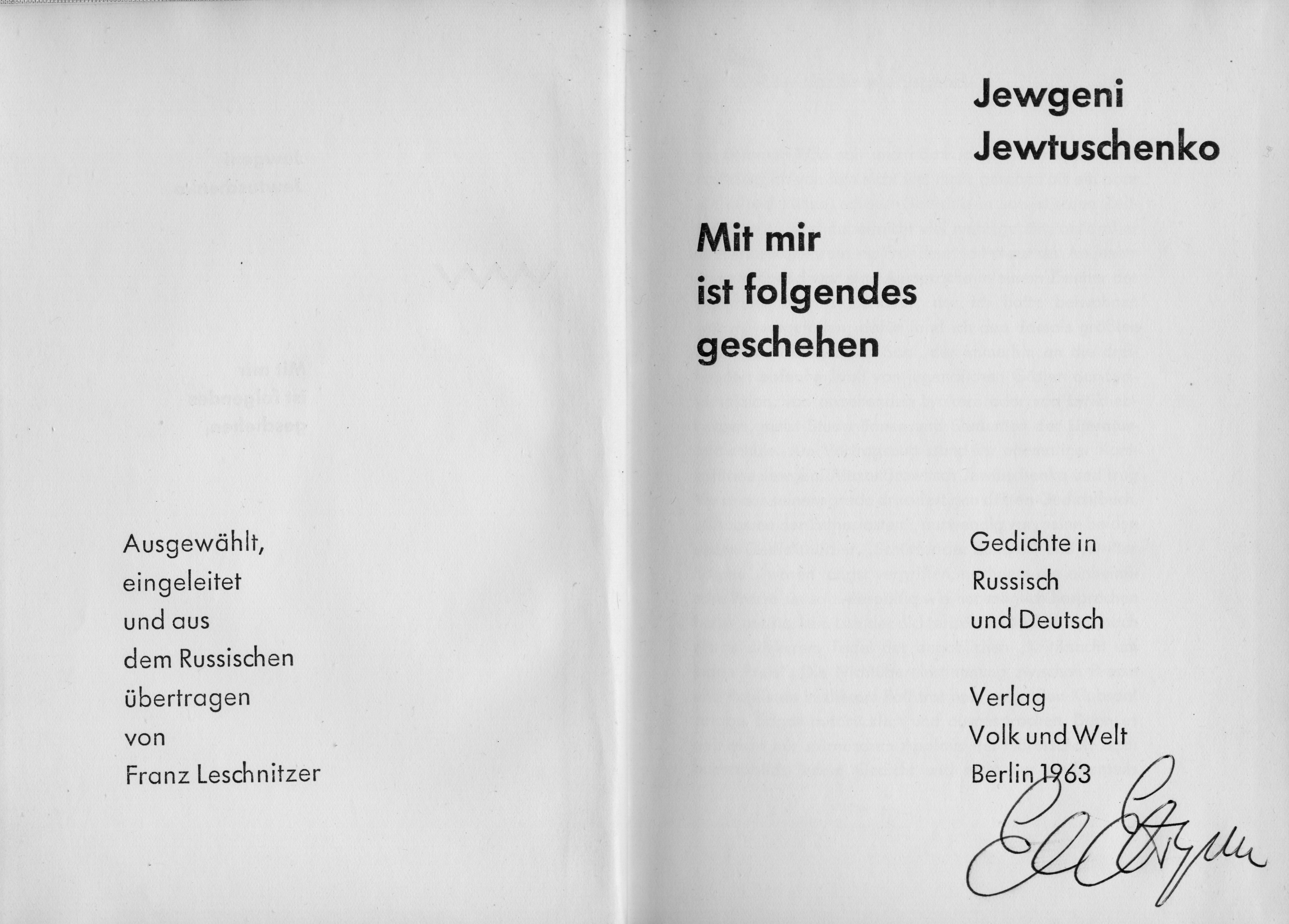
Titelseite des Gedichtbandes Mit mir ist folgendes geschehen von Jewgeni Jewtuschenko, signiert vom Autor. Die Gedichte wurden von Franz Leschnitzer übersetzt.

Erst 1959 kehrte er nach Deutschland in die DDR zurück. Er wurde Mitglied der SED und des DDR-Schriftstellerverbandes. Leschnitzer wurde Literaturfreunden bekannt durch seine Übertragung der Gedichte von Jewgeni Jewtuschenko in dem Band Mit mir ist folgendes geschehen, der 1962 in erster und 1963 in zweiter Auflage erschien. Im Oktober 1963 trat er aus der Partei aus. Mit der Dissertation Goethes „Faust“ und die sowjetische Literatur wurde er 1964 an der Universität Rostock promoviert.
Leschnitzer fand seine letzte Ruhestätte auf dem Berliner Dorotheenstädtischen Friedhof. Der Lyriker Jens Gerlach widmete ihm in Dorotheenstädtische Monologe ein Gedicht.

## Familie
Leschnitzers erste Frau war Hildegard Samson (1904–1974), die Tochter eines jüdischen Fotografen. Sie war Stenotypistin, u. a. bei der Weltbühne. Während der Stalinschen Säuberungen ging Leschnitzer eine Scheinehe mit Josephine Stapenhorst, der Frau des verhafteten Mediziners Adolf Boss, ein.

## Werke (Auswahl)
- Literarisches Lesebuch für die vierte Klasse der Mittelschule. Staatsverlag für Lehrbücher und Pädagogik, Moskau 1935. Inhaltsverzeichnis
- Literaturgeschichtliches Lesebuch für die 6. Klasse. Vom Volkskommissar für Bildungswesen der UdSSR zugelassen. 3. Aufl. Staatsverlag der Nationalen Minderheiten der USSR, Kiew, Charkow 1936. Inhaltsverzeichnis
- Georg Weerth. Gedichte. Deutscher Staatsverlag, Engels 1936. Inhaltsverzeichnis
- Verse. Staatsverlag der Nationalen Minderheiten der UdSSR, Kiew 1939. Inhaltsverzeichnis
- Der Leninist. In: Dem Genius der Freiheit. Dichtungen um Stalin. Staatsverlag der Nationalen Minderheiten der UdSSR, Kiew 1939. Inhaltsverzeichnis
- Vladimir Majakovskij. Ausgewählte Gedichte. Übersetzt von Hugo Huppert und Franz Leschnitzer. Meshdunarodnaja Kniga, Moskau 1941. Inhaltsverzeichnis
- Marietta Schaginjan: Auf des Fünfjahrplans Bahnen. Skizzen. Übersetzt von Franz Leschnitzer. Verlag für Fremdsprachige Literatur, Moskau 1950. Inhaltsverzeichnis
- Marietta Schaginjan: Reise durch Sowjetarmenien. (Aus d. Russ. von Franz Leschnitzer).Verlag für Fremdsprachige Literatur, Moskau 1954.
- Frauen der Revolution. Porträts hervorragender Bolschewikinnen. (Die Gedichte übertrug Franz Leschnitzer). Dietz Verlag, Berlin 1960.
- Weinert. Ein Lesebuch für unsere Zeit von Franz Leschnitzer unter Mitarbeit von Li Weinert. Volksverlag, Weimar 1961 (=Lesebücher für unsere Zeit) (9. Aufl. 1983)
- Goethes „Faust“ und die sowjetische Literatur. Rostock 1964. (Phil. F., Diss., 1964)
- Von Börne zu Leonhard oder Erbübel-Erbgut? Aufsätze aus 30 Jahren zur Literaturgeschichte. Greifenverlag, Rudolstadt 1966.
- Anatoli Lunatscharski: Das Erbe. Essays, Reden, Notizen. Verlag der Kunst, Dresden 1965. (=Fundus-Bücher 14)
- Anatoli Lunatscharski: Die Revolution und die Kunst - Essays, Reden, Notizen. Ausgewählt und aus dem Russischen übersetzt von Franz Leschnitzer. Verlag der Kunst, Dresden 1974 (=Fundus-Bücher 6)